# Олбани (Мисури)
Олбани (енгл. Albany) град је у америчкој савезној држави Мисури.

## Демографија
По попису из 2010. године број становника је 1.730, што је 207 (-10,7%) становника мање него 2000. године.
| Група             | 2000.         | 2010.         |
| Белци             | 1.914 (98,8%) | 1.690 (97,7%) |
| Афроамериканци    | 1 (0,1%)      | 8 (0,5%)      |
| Азијати           | 2 (0,1%)      | 8 (0,5%)      |
| Хиспаноамериканци | 6 (0,3%)      | 10 (0,6%)     |
| Укупно            | 1.937         | 1.730         |